# Sympetrum kunckeli
Sympetrum kunckeli är en trollsländeart som först beskrevs av Selys 1884.  Sympetrum kunckeli ingår i släktet ängstrollsländor, och familjen segeltrollsländor. Inga underarter finns listade i Catalogue of Life.